# Centriscus scutatus
Centriscus scutatus är en fiskart som beskrevs av Carl von Linné 1758. Centriscus scutatus ingår i släktet Centriscus och familjen Centriscidae. Inga underarter finns listade i Catalogue of Life.